# Mount Sumner
Mount Sumner ist ein rund 1300 m hoher Berg im Palmerland auf der Antarktischen Halbinsel. Er ragt am südöstlichen Ende der Rare Range auf.
Der United States Geological Survey kartierte ihn anhand eigener Vermessungen und Luftaufnahmen der United States Navy aus den Jahren von 1961 bis 1967. Das Advisory Committee on Antarctic Names benannte ihn 1968 nach Joseph Wilbur Sumner, Installateur auf der Amundsen-Scott-Südpolstation im Jahr 1964.